# Meteorium teres
Meteorium teres là một loài Rêu trong họ Meteoriaceae. Loài này được Mitt. mô tả khoa học đầu tiên năm 1869.